# Гровер (Северна Каролина)
Гровер (енгл. Grover) град је у америчкој савезној држави Северна Каролина.

## Демографија
По попису из 2010. године број становника је 708, што је 10 (1,4%) становника више него 2000. године.
| Група             | 2000.       | 2010.       |
| Белци             | 627 (89,8%) | 549 (77,5%) |
| Афроамериканци    | 50 (7,2%)   | 84 (11,9%)  |
| Азијати           | 5 (0,7%)    | 15 (2,1%)   |
| Хиспаноамериканци | 10 (1,4%)   | 32 (4,5%)   |
| Укупно            | 698         | 708         |